# Брентуксимаб ведотин
Брентуксимаб ведотин (англ. Brentuximab vedotin, лат. Brentuximab vedotin) — синтетичний препарат, який є кон'югатом лікарського засобу з химерними (людськими та мишачими) моноклональними антитілами до поверхневого антигену лімфоцитів CD30. Брентуксимаб ведотин застосовується внутрішньовенно. Брентуксимаб ведотин розроблений у співпраці компаній «Seattle Genetics» і «Takeda Pharmaceutical», та схвалений FDA для клінічного застосування в 2011 році.

## Фармакологічні властивості
Брентуксимаб ведотин — синтетичний лікарський препарат, який є кон'югатом лікарського засобу з химерними моноклональними антитілами до поверхневого антигену лімфоцитів CD30. Механізм дії препарату є багатоступінчастим, який розпочинається із зв'язування кон'югата з рецептором CD30 на оболонці клітини, після чого комплекс кон'югат-білок CD30 переміщується всередину клітини до лізосомного компартменту, в якому у процесі протеолітичного розщеплення виділяється монометил ауристатин Е, який є єдиною активною сполукою брентуксимабу ведотину. У подальшому проходить зв'язування цієї сполуки з тубуліном, наслідком чого є розрив мікротубулярної сітки всередині клітини, індукція зупинки клітинного циклу та апоптозна загибель CD30-позитивної пухлинної клітини. Брентуксимаб ведотин застосовується для лікування лімфогранулематозу та рідкісної форми Т-клітинної неходжкінської лімфоми — системної анапластичної гігантоклітинної лімфоми, причому в клінічних дослідженнях брентуксимаб ведотин був ефективним при застосуванні у хворих із рецидивними та рефрактерними до хіміотерапії формами лімфогранулематозу та шкірній формі Т-клітинної лімфоми, причому із відносно незначною кількістю побічних ефектів, більшість із яких були незначними або помірно вираженими.

### Фармакокінетика
Брентуксимаб ведотин швидко розподіляється в організмі після внутрішньовенного введення, максимальна концентрація препарату в крові спостерігається під час або відразу після закінчення введення препарату. Біодоступність брентуксимабу ведотину становить 100 %. Точних даних за проникнення препарату через плацентарний бар'єр та проникнення в грудне молоко немає. Брентуксимаб ведотин метаболізується у печінці до активного метаболіту монометилу ауристатину Е. Подальший метаболізм препарату точно не описаний, імовірно брентуксимаб ведотин метаболізується протеазами у тканинах організму. Виводиться препарат із організму переважно із калом, незначна частина виводиться із сечею. Період напіввиведення брентуксимабу ведотину з організму становить 4—6 діб, цей час може збільшуватися при печінковій та нирковій недостатності.

## Покази до застосування
Брентуксимаб ведотин застосовується при рецидивуючих або рефрактерних до лікування форм лімфогранулематозу та шкірної Т-клітинної неходжкінської лімфоми.

## Побічна дія
При застосуванні брентуксимабу ведотину побічні ефекти спостерігаються нечасто, більшість із них є незначними або помірно вираженими. Найчастіше при застосуванні препарату спостерігаються гіперглікемія, нейтропенія, периферична нейропатія, нудота, блювання, діарея, швидка втомлюваність, алопеція, свербіж шкіри, гарячка, зниження апетиту та гіпертригліцеридемія. Іншими побічними ефектами препарату є:
- Алергічні реакції та з боку шкірних покривів — висипання на шкірі, синдром Стівенса-Джонсона, анафілактичний шок, синдром Лаєлла.
- З боку травної системи — запор, біль у животі, порушення функції печінки, гострий панкреатит.
- З боку нервової системи — запаморочення.
- З боку дихальної системи — кашель, задишка, пневмонія.
- З боку опорно-рухового апарату — артралгії, міалгії, біль у спині, біль у попереку.
- Зміни в лабораторних аналізах — анемія, тромбоцитопенія, підвищення активності ферментів печінки.
- Інфекційні ускладнення — кандидоз ротової порожнини, сепсис або септичний шок, бактеріємія, пневмоцистна пневмонія, прогресуюча мультифокальна лейкоенцефалопатія, інфекції верхніх дихальних шляхів, оперізуючий герпес.
- Інші побічні ефекти — синдром лізису пухлини, реакції в місці введення препарату.

## Протипокази
Брентуксимаб ведотин протипоказаний при застосуванні при підвищеній чутливості до препарату, при одночасному застосуванні з блеоміцином. Препарат не рекомендований для застосування при вагітності та годуванні грудьми.

## Форми випуску
Брентуксимаб ведотин випускається у вигляді порошку для приготування концентрату для інфузій у флаконах по 50 мг.